# ويليام براون (سياسي أسترالي، مواليد 1867)
ويليام براون (بالإنجليزية: William Brown)‏ هو سياسي أسترالي، ولد في 8 أكتوبر 1867، وتوفي في 30 يونيو 1954. انتخب عضو الجمعية التشريعية لنيو ساوث ويلز وانتخب عضو المجلس التشريعي نيو ساوث ويلز (1907 – 1917).